# Sessùn
Sessùn est une marque de mode française fondée à Marseille en 1996 par la créatrice Emma François. La marque comprend plus de huit cents points de vente à l'international, dont deux cents en France.

## Historique
Inspirée par ses voyages en Amérique Latine (plus particulièrement en 1994 au Guatemala,,) et intéressée par les métiers du tissage et de la broderie, Emma François décide, après des études en anthropologie économique à Montpellier puis à Paris, de lancer sa propre ligne de vêtements en 1996, : « J’ai commencé à vendre à mes amies les petites pièces que je rapportais de mes voyages d’études pour arrondir mes fins de mois. Ensuite, j’ai eu envie d’en faire une petite collection mais toujours dans l’optique d’un complément de revenu ». 
Fin des années 1990 marque le passage par Paris et le salon Who's Next où elle présente sa marque pour la première fois. Installée à Marseille, elle s'y fait remarquer en 1999 et reçoit le prix de « Jeune Créateur » en 2001 par la Maison Mode Méditerranée où, par ailleurs, elle participe à son conseil d'administration. 
Elle ouvre un concept store à Paris rue de Charonne durant l'année 2015,. En parallèle, tout au long des années, elle développe quelques collaborations,,. 
Sessùn est une PME marseillaise comptant 180 salariés. En juin 2017, afin de « pérenniser l’entreprise et de mieux la structurer » explique Emma François, le groupe Experienced Capital Partners acquiert 43 % du capital, le reste étant toujours propriété de sa fondatrice. Un apport menant à l'ouverture de 15 boutiques en France et à l'étranger, pour un total de 40 boutiques ou corners.  
La marque, avec sa ligne « Sessùn Oui », reste également connue pour ses robes de mariées,,,, ; « c’est pour répondre à la demande d’amies ou de clientes très fidèles qui souhaitaient absolument se marier en robe Sessùn que j’ai dessiné les premières robes » précise Emma François. Durant la crise du Covid-19, cette ligne souffre de l'absence de mariages : la fondatrice explique que « nous avons quand même vendu 800 robes, mais dans un climat d'angoisse. ». 
Parallèlement à la marque, Emma François ouvre, en 2019, Sessùn « Alma ». Un lieu hybride entre restaurant et boutique proposant une sélection d'artistes et d'artisans, mais ne comportant « pratiquement pas de vêtements ».
Alors que l'idée d'ouvrir une boutique à Barcelone germe, fin 2020, la marque Sessùn ouvre sa première boutique en Espagne, à Madrid mélangeant décoration et mode vestimentaire ; plusieurs projets sont envisagés à Londres, Barcelone toujours, ou Paris encore,.